# Гантерсвілл (озеро)
Ґантерсвілл — озеро в північній Алабамі між Бриджпортом і Ґантерсвіллем .

## Розташування
Озеро простягається на 121 км від дамби Ґантерсвілл до дамби ГЕС Нікаджек. Це найбільше озеро Алабами площею 279,6 км².
Воно відокремлене дамбою Ґантерсвілл від озера Вілер, яке становить 277,4 км², та є другим за величиною озером. Обидва озера є окремо від річки Теннессі.

## Історія
Озеро було створене дамбою  ГЕС Ґантерсвілл уздовж річки Теннессі. І озеро, і дамба отримали свої назви від міста Ґантерсвілл, яке отримало свою назву від раннього поселенця району Джона Ґантера.
У 1950-х роках німецькі вчені, привезені до США в ході операції "Скріпка", які жили в Гантсвіллі, штат Алабама, купували будинки біля озера.

## Зовнішні посилання
- Риболовля на озері Ґантерсвілл [Архівовано 27 червня 2021 у Wayback Machine.]